# Furcaspis andamanensis
Furcaspis andamanensis (лат.) — вид полужесткокрылых насекомых-кокцид рода Furcaspis из семейства щитовки (Furcaspidinae, Diaspididae)

## Распространение
Андаманские острова (в Индийском океане между Индией и Мьянмой).

## Описание
Мелкие щитовки. Самка субокруглая до субовальной, максимальный диаметр 1,5 мм; красновато-коричневая, край бледнее; экзувии, вдающиеся в край, очерчены более ярким красным цветом, у личинки с небольшой беловатой центральной выемкой; край дорсальные края расширены и уплощены; с извилистыми рельефными линиями на нижней поверхности. Самец сходной формы, но меньше и более яркого красного цвета; наибольший диаметр 1,5 мм. Вид был впервые описан в 1926 году под названием Neofurcaspis andamanensis Green 1926. Питаются на растениях вида Кокосовая пальма (Cocos nucifera, Arecaceae).